# Alte Kameraden
Alte Kameraden (Vecchi camerati) è il titolo di una popolare marcia militare tedesca (Armeemarschsammlung-Army march collection II, 150). La marcia è stata composta nel 1889 dal compositore militare tedesco Carl Teike ad Ulma. A Teike, quando presentò ai suoi superiori le note, fu detto: "Di marce ne abbiamo abbastanza. La butti pure nella stufa!". La partitura non fu bruciata né la musica fu dimenticata, anzi diventò una delle più note e suonate marce militari tedesche. In Italia ricordiamo l'esecuzione della marcia dalla  Fanfara della Brigata Alpina «Julia».